# Фракассо, Теодора
Теодора Фракассо (итал. Teodora Fracasso), в монашестве Элия Святого Климента (итал. Elia di San Clemente, 17 января 1901, Бари, Апулия, Королевство Италия — 25 декабря 1927, там же) — блаженная Римско-католической церкви, монахиня–босая кармелитка (O.C.D.), мистик.

## Биография
Теодора Фракассо родилась в Бари 17 января 1901 года в многодетной семье торговца лакокрасочными материалами Джузеппе Фракассо и домохозяйки Пасквы, урождённой Чанчи. В 1905 году семья переехала в новый дом с небольшим садиком, в котором маленькой Доре (так звали её близкие) среди лилий, по словам девочки, явилась «прекрасная госпожа». Это видение взрослые объяснили ей, как возможное явление Богоматери и предзнаменование монашеского призвания.
Через год она поступила в школу-интернат, находившуюся под руководством монахинь-стигматинок, в которой проучилась до третьего класса и отдельно окончила курсы вышивки и шитья, чтобы работая, поддерживать семью. 8 мая 1911 года Дора получила Первое Причастие, в ночь перед которым ей явилась святая Тереза Младенца Иисуса и сказала: «Ты будешь монахиней, такой, как и я».
Поиски осуществления призвания привели её сначала в Ассоциацию блаженной Имельды Ламбертини, а затем по благословению духовника, священника-доминиканца Петра Фьорилло 20 апреля 1914 года Дора вступила в Третий орден святого Доминика и взяла новое имя Агнессы. 14 мая 1915 года, получив специальное разрешение, она принесла обеты. Во время Первой мировой войны местных доминиканцев обвинили в шпионаже в пользу Австро-Венгрии, с которой воевало Королевство Италия. Власти закрыли их монастырь.
В конце 1917 года Дора познакомилась со священника-иезуитом Серджо Ди Джойя, ставшим её новым духовником. По его совету и благословению она начала готовиться к вступлению в монастырь босых кармелиток и 8 апреля 1920 года поступила в монастырь Святого Иосифа в Бари, взяв новое имя Элии Святого Клемента. 4 декабря 1921 года она принесла временные, а 11 февраля 1925 года - вечные монашеские обеты. В монастыре Элия несла разные послушания, в том числе была ризничной.
С 1926 года у неё стали проявляться первые симптомы заболевания энцефалита, ставшего причиной её смерти. В январе 1927 года она переболела гриппом, что ещё больше ослабило иммунитет. Долгое время Элия не обращала внимания на состояние своего здоровья. Только за день до смерти, когда симптомы болезни усилились и приобрели необратимый характер, в монастырь пригласили врачей, которые диагностировали энцефалит (по другой версии менингит).
Элия Святого Климента скончалась в Бари в полдень 25 декабря 1927 года на праздник Рождества Христова.

## Прославление
После завершения процесса по канонизации подвижницы 11 декабря 1987 года она была объявлена достопочтенной. Римский Папа Бенедикт XVI 18 марта 2006 года причислил её к лику блаженных. 
Литургическая память ей совыершается 29 мая.